# High Definition Quartet
High Definition Quartet – zespół jazzowy założony w 2010 roku w Krakowie, grający muzykę otwartą zarówno na główny nurt gatunku, jak i na najnowsze zdobycze muzyki poważnej czy współczesnej awangardy.
W 2011 roku zespół został uznany Debiutem Roku 2011 według portalu Jazzarium.pl. Kwartet ma na koncie współpracę z gigantem jazzowej trąbki Randym Breckerem, w ramach której odbył tournée po Polsce (2012) i krajach Zatoki Perskiej (2013). 

## Skład
- Mateusz Śliwa – saksofon
- Piotr Orzechowski „Pianohooligan”  – fortepian
- Alan Wykpisz – kontrabas
- Grzegorz Pałka – perkusja

## Dyskografia
- Hopasa (2013, EmArcy Records/Universal Music Polska)
- Bukoliki (2015, For Tune)
- Dziady (2019, Polskie Wydawnictwo Muzyczne)